# Independencia La Grampa
Independencia La Grampa ist eine Ortschaft im Departamento Tarija im südamerikanischen Andenstaat Bolivien.

## Lage im Nahraum
Independencia La Grampa ist ein Ort des Kanton Yacuiba im Municipio Yacuiba in der Provinz Gran Chaco. Der Ort liegt auf einer Höhe von 635 m acht Kilometer nördlich der bolivianisch-argentinischen Grenze. Sechs Kilometer westlich der Ortschaft verläuft in Nord-Süd-Richtung der Höhenzug der Serranía Aguaragüe, der hier Höhen von mehr als 1200 m erreicht. Von dort fließt der Río La Quinta in östlicher Richtung, verläuft zwischen den Ortschaften La Grampa und Independencia La Grampa und dann in nördlicher Richtung über Campo Pajoso nach Palmar Chico, wo er den Namen Río del Palmar annimmt.

## Geographie
Independencia La Grampa liegt am Südostrand der bolivianischen Anden-Kette im Tiefland des subtropischen Gran Chaco, der sich über Nordwest-Paraguay, Nordost-Argentinien und Südost-Bolivien erstreckt.
Das Klima ist subtropisch mit heißem feuchten Sommer und mäßig warmem und trockenen Winter. Die Jahresdurchschnittstemperatur liegt bei knapp 22 °C, die durchschnittlichen Monatswerte schwanken zwischen 15 °C im Juni/Juli und 26 °C im Januar (siehe Klimadiagramm Yacuiba). Der Jahresniederschlag beträgt knapp 1100 mm, bei einer viermonatigen Trockenzeit von Juni bis September mit Monatsniederschlägen unter 15 mm und einer Feuchtezeit von Dezember bis März mit 160–200 mm Monatsniederschlag.
Gemäß der Klimaklassifikation von Köppen-Geiger ist das Klima von Independencia La Grampa feucht-subtropisch (Cwa-Klima).

## Verkehrsnetz
Independencia La Grampa liegt in einer Entfernung von 330 Straßenkilometern südöstlich von Tarija, der Hauptstadt des Departamentos, und fünf Kilometer nördlich der Grenzstadt Yacuiba.
Von Tarija aus führt die Nationalstraße Ruta 11 in östlicher Richtung über die Städte Entre Ríos und Palos Blancos 250 Kilometer bis Villamontes. Dort trifft sie auf die nord-südlich verlaufende Ruta 9, die nach Süden über Sachapera nach Independencia La Grampa und weiter über Yacuiba zur argentinischen Grenze führt.

## Bevölkerung
Die Einwohnerzahl des Ortes ist im vergangenen Jahrzehnt leicht angestiegen, von insgesamt 1048 Einwohnern auf 1198 Einwohner, nämlich 556 Einwohner in La Grampa und 642 Einwohner in Independencia La Grampa:
| Jahr | Einwohner                       | Quelle       |
| ---- | ------------------------------- | ------------ |
| 1992 | keine Detaildaten               | Volkszählung |
| 2001 | 1 048 beide Ortsteile           | Volkszählung |
| 2012 | 642 nur Independencia La Grampa | Volkszählung |
| 2024 |                                 | Volkszählung |

Die Region weist einen gewissen Anteil an Quechua-Bevölkerung auf, im Municipio Yacuiba sprechen 17,6 Prozent der Bevölkerung Quechua.